# Бранденбуршка Златна обала
Бранденбуршка Златна обала, касније Пруска Златна обала била је колонија Маркгрофовије Бранденбург и Пруског краљевства у периоду 1682-1701. и 1701-1721. у западној Африци. Налазила се у данашњој Гани. Главни град био је Грос Фридихсбург, данашњи Покесу.

## Историја
Историја бранденбуршко-пруске колонијалне управе на Златној обали трајала је релативно кратко у поређењу са осталим европским колонистима. Свеукупно њихове триторије опстале су у периоду између 1682. и 1721. године.

### Претколонијална истраживања
Бранденбург није имао своју флоту све до 1675. године и рата са Шведском. Након успешних борби и заузимања двадесетједног шведског пловила, ситуација се променила. Од 1677. године почиње период оснивања и оснаживања бранденбуршке морнарице. Јачање поморске силе проширило је могућности Бранденбурга, наричито по питању освајања других ваневроспких територија.
На идеју Бенџамина Раула, Холанђанина у служби бранденбуршке морнарице, почиње интересовање и прављење планова за освајање западноафричке обале. Око 1680. године флота је истраживала обале Африке око Анголе и Гвинејског залива, а 1681. године, остварен је први контакт на Златној обали. Бранденбуршка флота склопила је трговински споразум са народом Аханта недалеко од рта Три Поинтс.

### Изградња утврђења и оснивање колоније
Овакав развој ситуације омогућио је Бранденбургу да изгради увтрђење на Златној обали како би осигурао позицију и трговину. Томе је претходило и осниивање Бранденбуршко-афричке компаније 1682, у Берлину са циљем да се организује трговина из Африке. У јулу 1682. године поморска експедиција под командом мајора Отоа Фридриха фон дер Гребена отиснула се ка Златној обали како би основала колонију и прво утврђење у Африци. У близини рта Три Поинтс, постављеи су темељи и изграђено је прво утврђење под именом Грос Фридрихсбург.
Према претходном договору између месног народа Аханта и Бранденбурга међусобно су се обавезали да локалци тргују само са њима, а да их за узврат колонизатори бране од нападача и других европских колониста. У непосредној близини Грос Фридрихсбурга била су и холандска и британска утврђења, што је отежавало пловидбу и чинило је несигурном. Трговина се заснивала на купопродаји злата, слоноваче и робља.

### Успон и пад колоније
Током 1685. године изграђено је још једно утврђење, тачније војни логор по имену Доротеа, на месту данашњег града Аквида. Пословање у трговачком погледу одлично је функционисало до 1695. године када долази до благог пада, највише због мањка новца и људства. Холанђани су 1698. године заузели Доротеу и извршили њену реконструкцију и надоградњу у утврђење.
На месту данашњег рта Три поинтс, Бранденбург је изградио војни логор 1690. године и доделио му име Софија Луиз, у част принцезе Софије Лујзе од Мекленбург-Шверина. Положај су већ следеће године заузели Британци и изградили своје утврђење.
Током 1701. године долази до уједињења Бранденбурга са Пруском и настанка Пруског краљевства, па и сама колонија њена име у Пруска Златна обала. Већ десетак година касније, тачније 1711. године, краљ Пруске Фридрих I, прогласио је банкрот колоније. Његов наследник син Фридрих Вилхелм I фокусирао је државни буџет на јачање војске, тако да су и издвајања за Златну обалу била минимална. Коначно, 1717. краљ је продао све колонијлане поседе заједно са Златном обалом за 7200 дуката Холанђанима.
Годину дана раније, последњи управник колоније Никола Дубоа, предао је све тврђаве у одбрану Јоханесу Конраду. Конрад (познат и као Јан Кони) био је локални обласни господар и трговац са Златне обале. Када је холандска флота стигла до Грос Фридрихсбурга Јоханес Конрад је успешно одбио напад. Тек 1724. холандска морнарица успела је да истера Конрада из утврђења и званично преузме управу. Тим поводом преименовали су је из Грос Фридрихсбург у „Холандија“.

## Градови и утврђења
Бранденбург је за потребе своје колонијалне управе одбране и трговине иградио два утврђења на Златној обали.
| Покесу                   | Аквида         |
| ------------------------ | -------------- |
| Грос Фридрихсбург (1683) | Доротеа (1685) |
|                          |                |